# ミハウ・ガヨフニク
ミハウ・ガヨフニク（Michał Gajownik、1981年12月15日 - 2009年11月13日）は、ポーランドのマウォポルスカ県、フシャヌフ郡フシャヌフ出身のカヌー選手。
1998年にカヌーヨーロッパジュニア選手権に出場、銀メダルを獲得した。1999年にはジュニアの世界選手権でも銀メダルを獲得した。2000年のシドニーオリンピックにはわずか18歳ながら代表として選ばれた。1人乗り500mでは予選2組9人中最下位で敗退、2人乗り1000mではダニエル・ヤドラシュコと2人乗り500mで銀メダルを獲得しているパベル・バラシュキエビッツとともに出場したが、これも決勝で8位に終わった。
オリンピック後は4人乗りに転向、2002年のカヌースプリント世界選手権1000mで金メダルを獲得した。だが、2003年のシーズンの始めのドーピング検査でマルチン・コルビエスキと共にナンドトロン陽性を示した。両者はともにドーピングを否定したが、2年間の出場停止措置が下され2004年のアテネオリンピック出場は断たれた。
2005年に競技に復帰すると、同年の世界選手権で金メダル1個、銅メダル1個を獲得し2006年までPosnania Poznań clubに所属していた。しかし、2009年11月13日にフシャヌフにて交通事故で没した。